# Karl Nessler
Karl Ludwing Nessler, conocido como Charles Nessler (2 de mayo de 1872, Todtnau, Alemania-22 de enero de 1951 Harrington Park, Nueva Jersey, EE. UU.), fue un peluquero alemán inventor del peinado de la permanente en 1906.
La primera persona en producir el aparato de la permanente fue Marcel Grateau. Nessler mejoraría la técnica de Grateau adecuándola a un mejor uso para personas, siendo considerado como el inventor oficial de la onda permanente al haber estado trabajando en la idea desde 1896. Su inspiración le llegó al observar, mientras trabaja de joven como pastor, como la lana de las ovejas se rizaba constantemente a diferencia del cabello humano, por lo que, movido por su gran curiosidad quiso reproducirlo en personas.
El método que había inventado se llamó calor en espiral, puesto que el cabello se envolvía en espiral en unas varillas que estaban conectadas eléctricamente y que únicamente era válido para cabello largo. Los primeros ensayos de la técnica fueron realizados con su esposa Katharina Laible, fallando drásticamente al quemarle todo su cabello y algunas partes del cuero cabelludo.
A pesar de este primer fracaso, fue mejorando progresivamente su máquina eléctrica, llegando a ser usada en Londres en 1909 para las permanentes de los cabellos largos de la época. Cuatro años después, presentó su rizador de cabellos mejorado en la Oficina de Marcas y Patentes de los Estados Unidos.
En 1919 desarrolla un kit de bricolaje para permanentes y abre una cadena de salones de belleza. Su salón más destacado era en el número 8-14, East 49th Street de Manhattan. Ocho años más tarde, su cadena de tiendas tenía más de quinientos empleados con sucursales en Nueva York, Chicago, Detroit, Palm Beach y Filadelfia.